# Radio Makarska Rivijera
Radio Makarska Rivijera ili RMR je lokalna hrvatska radijska postaja sa sjedištem u Makarskoj. Emitiranje je započela 1990. godine. Danas emitira na frekvenciji 97,6 i 98,4 Mhz FM.